# Argeios (Sohn des Likymnios)
Argeios (altgriechisch Άργεῖος Argeíos) ist in der griechischen Mythologie ein Sohn des Likymnios und der Perimede, der Schwester Amphitryons. Seine Brüder sind Oionos, der erste Sieger während der von Herakles veranstalteten Olympischen Spiele, und Melas. 
Die Überlieferung seines Schicksals ist gespalten. Einerseits wurde Argeios mit seinem Bruder Melas von Herakles auf dessen Zug gegen Eurytos mitgenommen, wo beide im Kampf vor Oichalia fielen und von Herakles beigesetzt wurden. Andererseits soll Argeios Herakles in den Kampf gegen Laomedon begleitet haben. Zuvor musste Herakles dem Likymnios, der zugleich sein Onkel war, versprechen, Argeios sicher wieder heimzuführen. Argeios fiel jedoch vor Troja, woraufhin Herakles seinen Leichnam feierlich verbrannte und die Asche zurück zu Likymnios brachte, um sein Versprechen einzulösen. Es soll sich um die erste Leichenfeier dieser Art gehandelt haben.